# Rückschlag
Rückschlag est une ferme de Rhénanie-du-Nord-Westphalie en Allemagne. Elle est séparée du reste de l'Allemagne par les voies de la ligne ferroviaire belge de la Vennbahn, ce qui en fait une enclave.

## Géographie

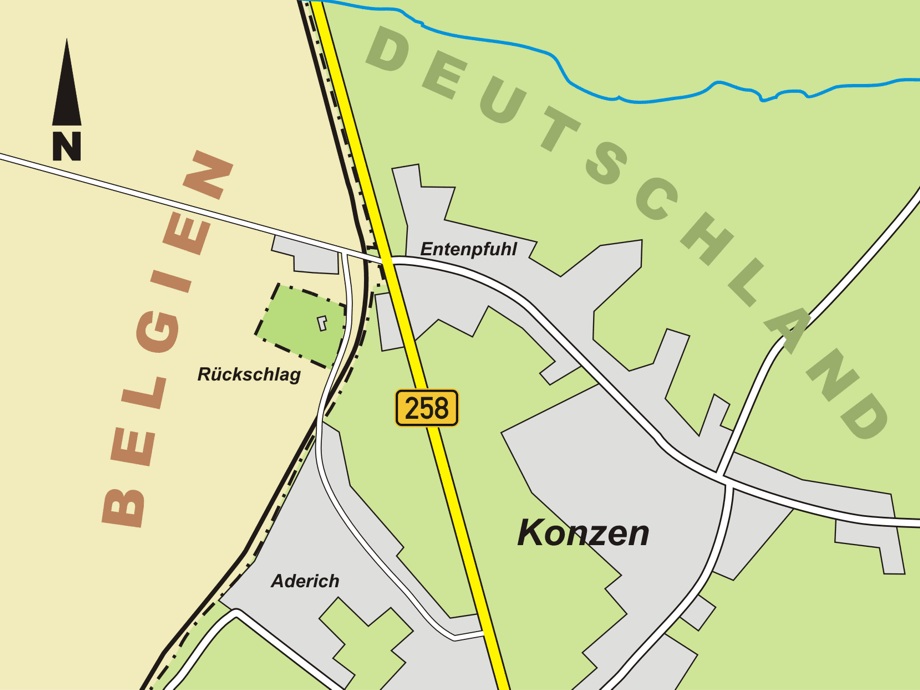
Carte de l'enclave de Rückschlag ; l'Allemagne est en vert, la Belgique en jaune.

Rückschlag fait partie du quartier de Konzen (de) de la commune de Montjoie, dans l'ouest de la Rhénanie-du-Nord-Westphalie, à la frontière entre l'Allemagne et la Belgique. Il s'agit d'une enclave allemande en territoire belge : le territoire de la ferme est séparé du reste de l'Allemagne par les voies de la Vennbahn, qui forme à cet endroit une bande d'une vingtaine de mètres de large. Le terrain est grossièrement rectangulaire et mesure environ 150 m de long sur 100 m de large, soit à peu près 0,015 km2. Des cinq enclaves allemandes jalonnant le parcours de la Vennbah, Rückschlag est de loin la plus petite.
Une ferme est érigée sur l'enclave, entourée par un champ et des arbres. Une route longe le côté est du terrain, en territoire belge, et permet d'y accéder à partir de l'Allemagne.
L'enclave serait habitée par environ 4 personnes.

## Histoire
Avant la Première Guerre mondiale, la région de Rückschlag fait partie de la Prusse. À la fin du XIXe siècle, une ligne ferroviaire, la Vennbahn (littéralement « voie des Fagnes ») est construite. Après la défaite allemande, le traité de Versailles, signé en 1919, conduit les cantons de l'Est à être rattachés à la Belgique au titre des réparations de guerre. La Belgique reçoit également les voies et les infrastructures de la Vennbahn, ce qui conduit à la création de cinq enclaves allemandes sur le côté ouest de la ligne, dont Rückschlag,.
Avant 1972, Rückschlag dépend de la commune de Konzen. Le 1er janvier 1972, celle-ci est entièrement absorbée par la commune voisine de Montjoie, dont dépend donc depuis Rückschlag.